# Huckarde
Huckarde ist ein Stadtteil im gleichnamigen Stadtbezirk im Westen von Dortmund.
Er liegt am Zusammenfluss von Emscher und Roßbach und grenzt direkt an die beiden Innenstadtbezirke Innenstadt-West und Innenstadt-Nord. Mit einer Fläche von rund 6,4 km² ist er einer der größten Stadtteile und zählt mit einer Bevölkerungszahl von rd. 17.000 Einwohnern zu den durchschnittlich dicht besiedelten.
Das Stadtbild wird heute rund um das ursprüngliche Dorf Huckarde mitsamt der St.-Urbanus-Kirche von zahlreichen Baudenkmälern und den umliegenden Siedlungsentwicklungen der industriellen Entwicklung und der Mietshäuser aus den 1950er und 1960er Jahren geprägt.
Der Stadtbezirk ist mit dem Gelände der Kokerei Hansa und dem Deusenberg im Zusammenspiel mit dem Unionviertel einer der drei Hauptstandorte der Internationale Gartenausstellung 2027. Es zielt also sowohl auf Privatpersonen, als auch auf ganze Quartiere oder Stadtteile ab.

## Geschichte
Erste Besiedlungen konnten in Huckarde, nahe der heutigen Oberfeldstraße, bis in die Zeit um Christi Geburt nachgewiesen werden.
Archäologische Funde belegen, dass die Gegend bereits vor 1000 v. Chr. in der Bronzezeit dicht besiedelt gewesen ist. Der Name geht dabei auf das altsächsische Ursprungswort „hucretha“ zurück, was übersetzt „Hügel im Sumpf“ bedeutet. Die ersten Siedler haben sich aller Voraussicht nach an einer kleinen Anhöhe niedergelassen, die nah an der unterschiedlichen Fließgewässern lag.

### Mittelalter
Um 800 n. Chr. unterlag das Land sächsischer Herrschaft, wobei das „hucrethe“ als das Land, wo der Rossbach in die Emscher mündet, zum Hofverband des sächsischen Edelings Ecbert gehörte. Nach der Enteignung sämtlicher sächsischer Besitzungen durch die Franken unter Karl dem Großen – in dieser Zeit fiel auch die Christianisierung des Gebiets – wurde dem Reichshof „Hukretha“ die Sicherung des Hellwegs übertragen.

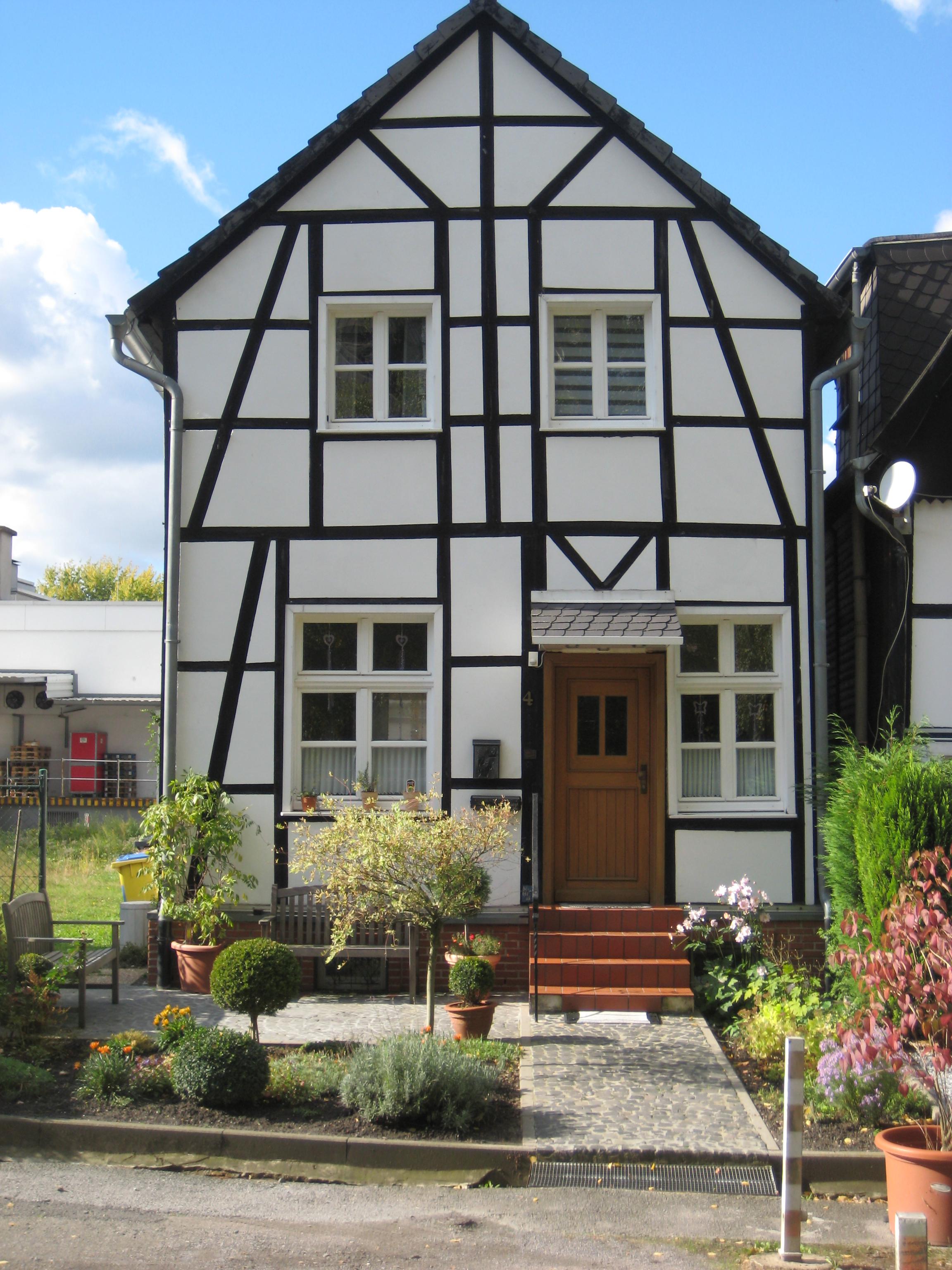
Typische Bebauung rund um den Huckarder Kirchplatz

In einer Urkunde des Stiftes Essen wird erwähnt, dass Hukretha um das Jahr 860 in den Besitz von Altfrid, Bischof von Hildesheim und Gründer des Stiftes, überging. Von dieser Zeit bis zur Säkularisation und Auflösung des Stifts im Jahr 1803 bildete die Herrschaft Huckarde, zu der auch das benachbarte Dorstfeld gehörte, eine Essener Exklave an der Grenze zwischen der Grafschaft Mark und der Grafschaft Dortmund. Im 13. Jahrhundert erfolgte auch die erste Nennung des adeligen Hauses Huckarde. Im Jahr 1214 mit Adolphus de Hukirde und 1334 mit Bernhardus Longus de Hukerde. Das Adelshaus lag südlich der Roßbachstraße, unmittelbar am Ufer des Rossbaches und wurde schon 1793 abgerissen. Um die Mitte des 13. Jahrhunderts begannen die Huckarder, eine erste Kirche zu bauen. 
Während der Großen Dortmunder Fehde 1388 und 1389 waren das ländlich geprägte Huckarde und Dorstfeld aufgrund ihrer Nähe zur Stadt Dortmund Hauptstandorte von festen Lagern zur Belagerung der Freien Reichsstadt. Johann Ovelacker war 1396 Schulte in Huckarde und wurde ab 1415 vom Stift Essen zum obersten Schulten und Verwalter des Amtshofes Huckarde bestellt.

### Frühe Neuzeit
Während die Dortmunder im Zuge der Reformation im Jahrzehnt von 1562 bis 1572 zumeist protestantisch wurden, konnte Huckarde sich als katholisch behaupten. 1624 erhielt die Kirche volle Pfarrrechte.
In der Frühen Neuzeit war Huckarde einer der Wohnorte jüdischer Familien, die sich als Händler an Markttagen und in Geschäftsangelegenheit tagsüber in Dortmund aufhalten, jedoch nicht dort wohnen durften, sondern die Stadt verlassen und nach Huckarde zurückkehren mussten, bevor abends die Dortmunder Stadttore schlossen.

### 19. und 20. Jahrhundert

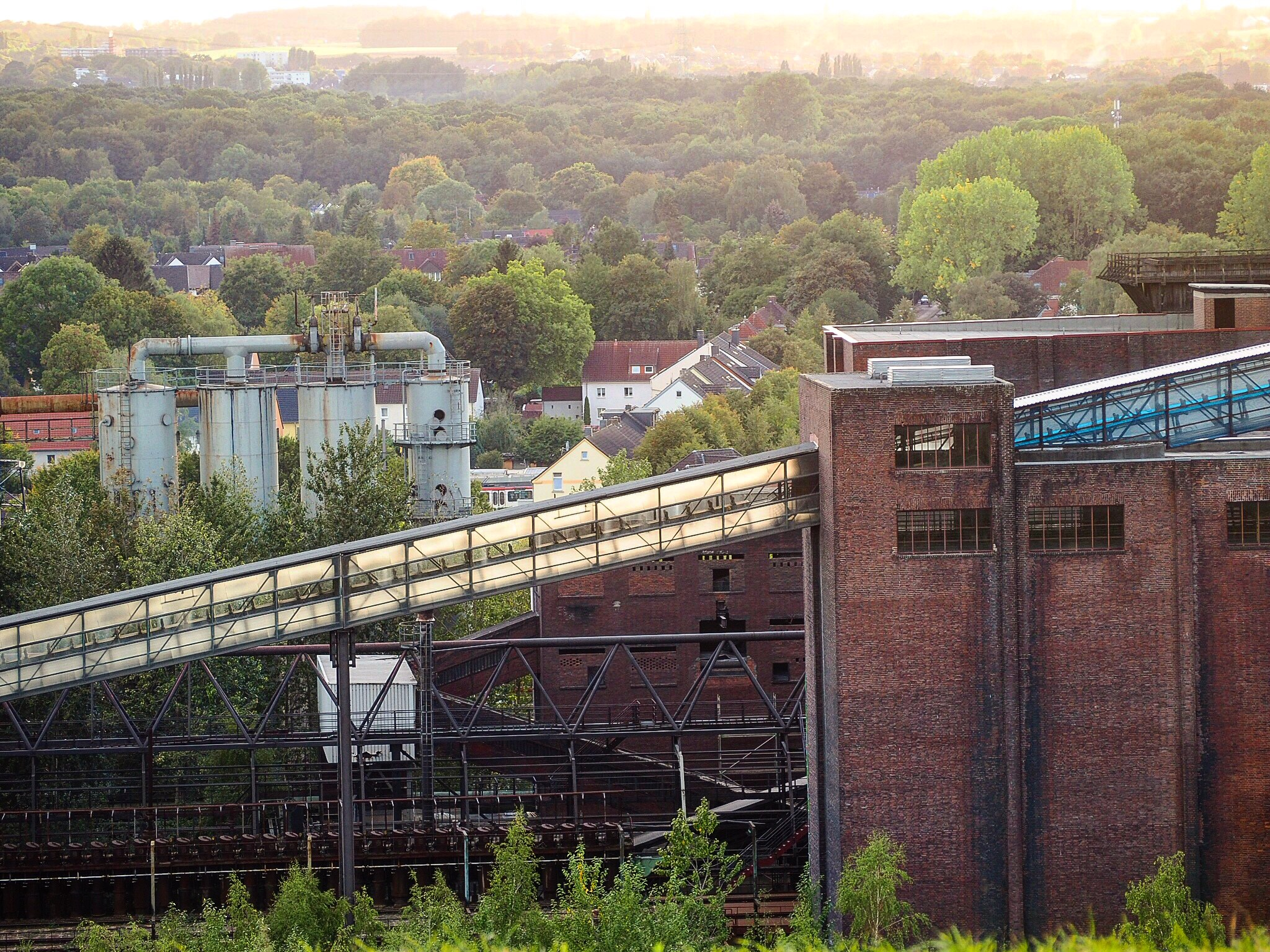
Blick auf Kokerei Hansa und Huckarde vom Deusenberg

1808 wurde Huckarde dem Großherzogtum Berg zugeschlagen, Dortmund wurde zur Hauptstadt des Département Ruhr. Infolge der Befreiungskriege kam Huckarde 1813 vorläufig zu Preußen; der Wiener Kongress bestätigte dies 1815.
Beim Bau eines Brunnens wurde im Jahr 1810 in dem bis dahin rein landwirtschaftlich geprägten Stadtteil erstmals Steinkohle gefunden. Mit der Gründung der Zeche Hansa im Jahr 1855 begann auch in Huckarde das Industriezeitalter.
Seit 1878 ist der Ort an die Emschertalbahn angebunden. 1908 erhielt Huckarde einen repräsentativen Personenbahnhof.
Am 10. Juni 1914 wurde die Gemeinde in die Stadt Dortmund eingegliedert. Zwei Jahre später am 15. April 1916 wird die erste Straßenbahnlinie zwischen Huckarde und der Innenstadt bis Hafenbahnhof eröffnet und wenige Monate später bis zur Dorfmitte verlängert. Im Frühjahr 1928 nimmt die Zentralkokerei der Dortmunder Union - Kokerei Hansa ihren Betrieb auf. Im Zweiten Weltkrieg wird die Kokerei und Huckarde durch mehrere Großangriffe nahezu vollständig zerstört und am 7. April 1945 durch die US-Amerikaner eingenommen.
In den 1950er Jahren erfolgte ein starkes Anwachsen der Gemeinde Huckarde bedingt durch Flüchtlingsströme aus Ostpreußen und dem allgemeinen Wirtschaftsaufschwung. Im Westen entlang des Rahmer Wald entsteht mit der St. Barbara- und Erpinghofsiedlung inklusive eines Gemeindezentrums ein neuer Stadtteil im Stil der Nachkriegsmoderne.

## Bevölkerung

### Bevölkerungsentwicklung
| Jahr      | 1987   | 2003   | 2008   | 2013   | 2016   | 2018   | 2020   | 2022   | 2023   | 2024   |
| --------- | ------ | ------ | ------ | ------ | ------ | ------ | ------ | ------ | ------ | ------ |
| Einwohner | 15.188 | 16.931 | 16.786 | 16.686 | 17.071 | 17.084 | 16.880 | 16.818 | 16.830 | 16.825 |

### Statistik
Am 31. Dezember 2024 lebten 16.825 Einwohner in Huckarde (mit Wischlingen).
Strukturdaten der Bevölkerung Huckardes (mit Wischlingen):
- Bevölkerungsanteil der unter 18-Jährigen: 17,9 % [Dortmunder Durchschnitt: 16,2 % (2018)][7]
- Bevölkerungsanteil der mindestens 65-Jährigen: 17,9 % [Dortmunder Durchschnitt: 20,2 % (2018)][8]
- Ausländeranteil: 22,7 % [Dortmunder Durchschnitt: 22,3 % (2024)][9]
- Arbeitslosenquote: 12,8 % [Dortmunder Durchschnitt: 11,0 % (2017)][10]

Das Durchschnittseinkommen liegt etwa 15 % unter dem Dortmunder Durchschnitt.

## Sehenswürdigkeiten

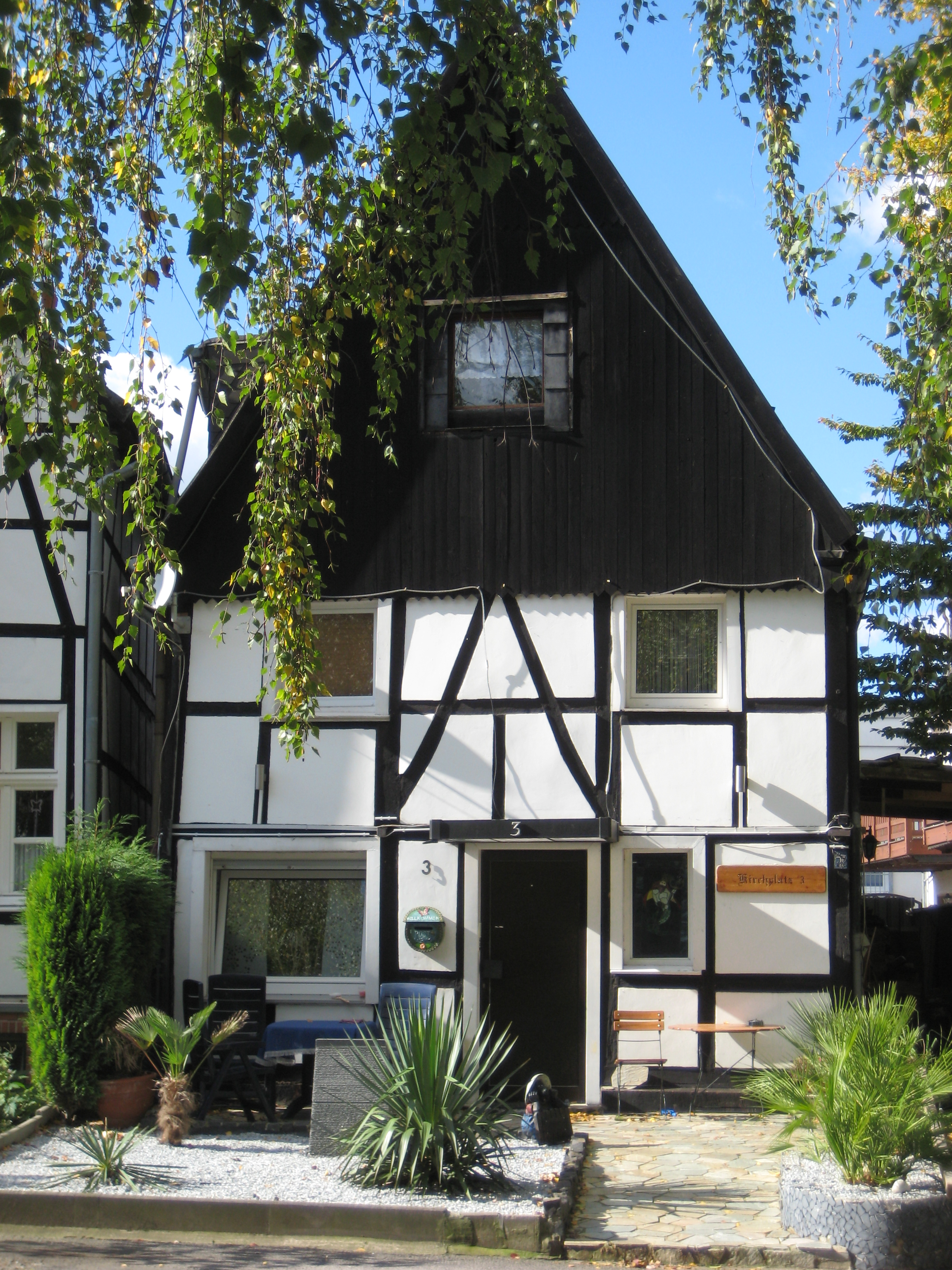
Typische Bebauung am Kirchplatz

### Pfarrkirche St. Urbanus
Die Kirche St. Urbanus wurde 1272 erstmals erwähnt, und zwar als eine Marienkirche. Sie gehörte sie bis zu dessen Säkularisation 1802 dem Damenstift Essen. 1719 wird ihr heutiges Patrozinium, St. Urbanus, erstmals urkundlich genannt. Der Bau erfolgte während des Übergangs von der Romanik zur Gotik, Mitte des 13. Jahrhunderts. Aus dieser Zeit sind nur der Turm, eine Glocke und das Langhaus erhalten. Der spätgotische Chor aus dem 15. Jahrhundert wurde 1897 abgebrochen. An seiner Stelle wurde die Kirche bis 1899 nach Plänen des königlichen Baurates Arnold Spanke durch einen großen, neuromanischen Neubau nach Osten erweitert. Dieser wurde im Jahre 1906 ausgemalt. Im Innenraum sind die Kanzel, die bei den Sanierungsarbeiten in den Jahren 2003 bis 2005 rekonstruierten Malereien sowie drei Replikate historischer Holzskulpturen zu besichtigen.

### Wittum um die Pfarrkirche
Im Dorfkern Huckarde, finden sich zahlreiche Baudenkmäler der Stadt Dortmund, die meisten davon rund um die Pfarrkirche. Dieses historische Gebäudeensemble, Wittum, Widum oder Widem genannt, besteht heute aus sechs Fachwerkbauten. Der Begriff bezeichnet neben anderen Bedeutungen kirchenrechtlich das Kirchengut, das meist vom Geistlichen zu seinem Unterhalt bewirtschaftet werden konnte. So stehen die Häuser nicht nur räumlich, sondern auch inhaltlich im Bezug zur Kirche in ihrem Zentrum. Es handelt sich überwiegend um zweigeschossige Wohnhäuser, die mehrheitlich aus der zweiten Hälfte des 19. Jahrhunderts stammen. Dieses schon seit dem Mittelalter bestehende Gebäudeensemble spiegelt einen Eindruck vom ursprünglichen Siedlungskern des alten Huckarde wider.

### Domschänke und Dieckhof

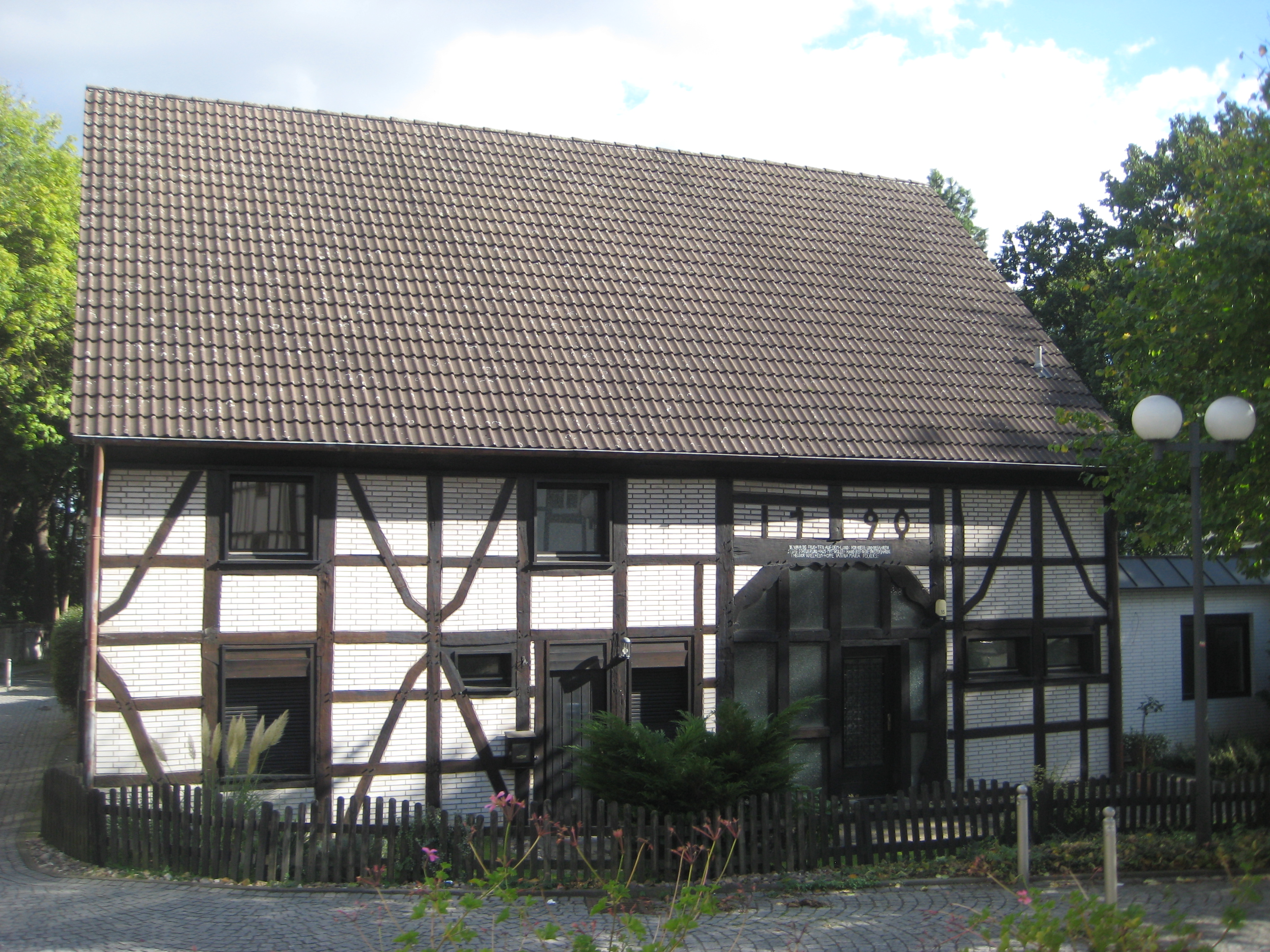
Hoppsche Kotten

Ein weiteres Gebäude am Kirchplatz ist die sogenannte „Domschänke“. Das Gebäude stammt aus der 2. Hälfte des 19. Jahrhunderts. Allerdings war der Platz schon 1790 bebaut. Die Familie Straeter errichtete damals hier eine kleine Brauerei mit Ausschank. Gegenüber befindet sich der „Hoppsche Kotten“, die Geschichte des Hauses lässt sich bis zur Mitte des 13. Jahrhunderts zurückverfolgen. Bis zur Säkularisation nach 1803 gehörte es dem Dortmunder Katharinenkloster und diente höchstwahrscheinlich als Wirtschaftshof für die nördlich der Kirche gelegene ‚Kluse’ (jetzt: Kirchplatz 1). Seit ca. 1640 ist die Familie Hoppe als Bewirtschafterin nachgewiesen, die den Hof bis 1992 bewohnte und ihm seinen Namen gab.

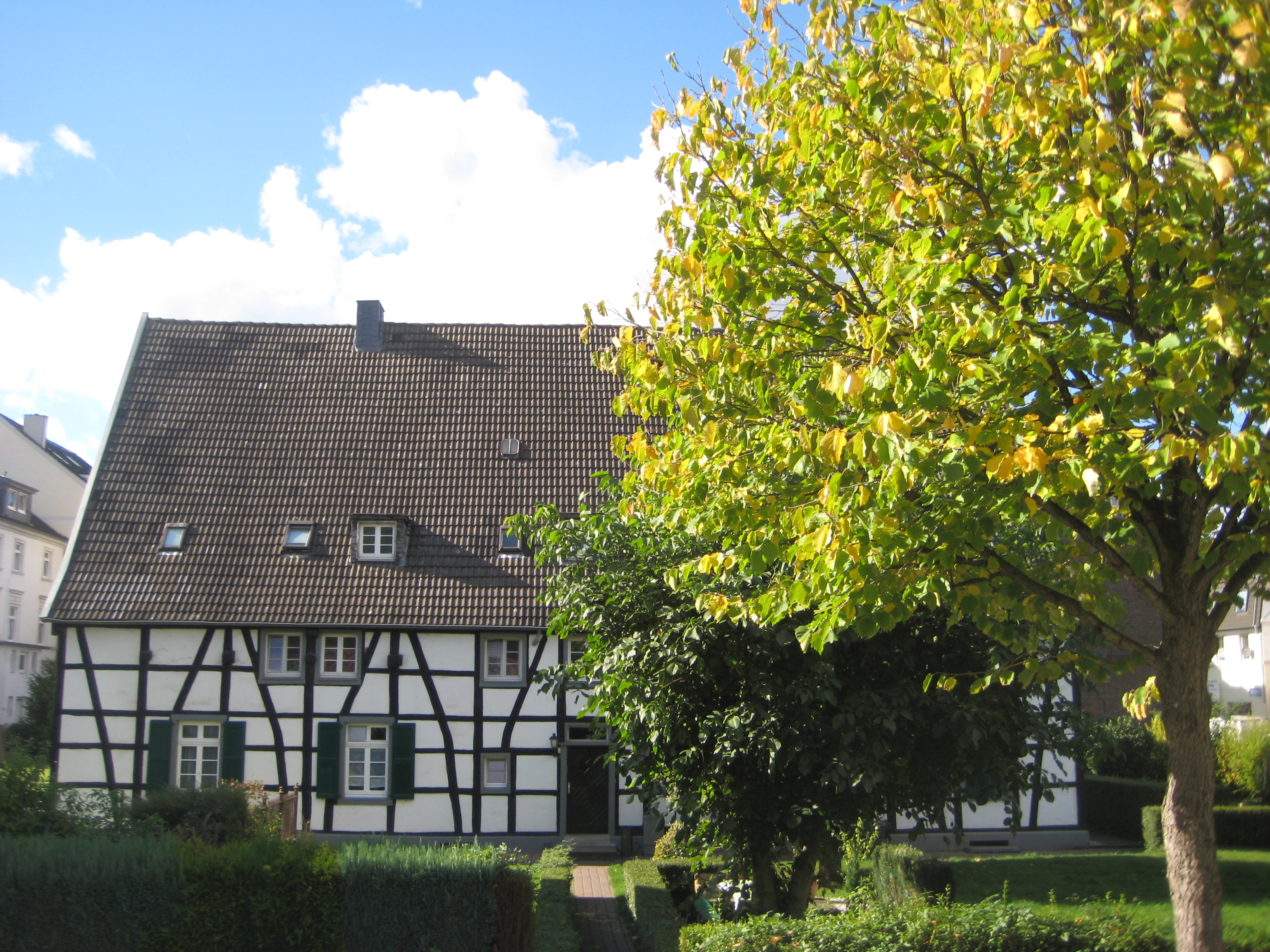
Hofgebäude Dieckhof

Der Dieckhof, auch Dychuve genannt, findet bereits um 1500 urkundliche Erwähnung. Von der einstigen Größe und Bedeutung des Hofes über Jahrhunderte hinweg zeugen zahlreiche Urkunden über Landkäufe und -verkäufe sowie Landzupachtungen unterschiedlicher Arten, unter anderem erwarb man Land von der berühmten Dortmunder Patrizierfamilie Berswordt. Theodor Heinrich Dieckhöfer wurde vom Landrat als vermögend bezeichnet. Im Jahre 1813 fiel sein Hofgebäude einem Feuer zum Opfer. Unmittelbar danach wurde das heutige Wohnhaus erstellt. Es ist als letztes großes, altes Bauernhaus in Fachwerk im Ortsbild zu sehen. Es handelt sich um ein mächtiges, zweigeschossiges Fachwerkhaus mit ausgebautem Dachgeschoss. Der Wirtschaftsteil ist in Ankerbalkenkonstruktion errichtet. Als die Bedeutung der Landwirtschaft zugunsten der Schwerindustrie abnahm, baute Ignaz Dieckhöfer nach 1900 die Hofgebäude einschließlich des alten Bauernhauses in Fachwerk zu Wohnungen um.

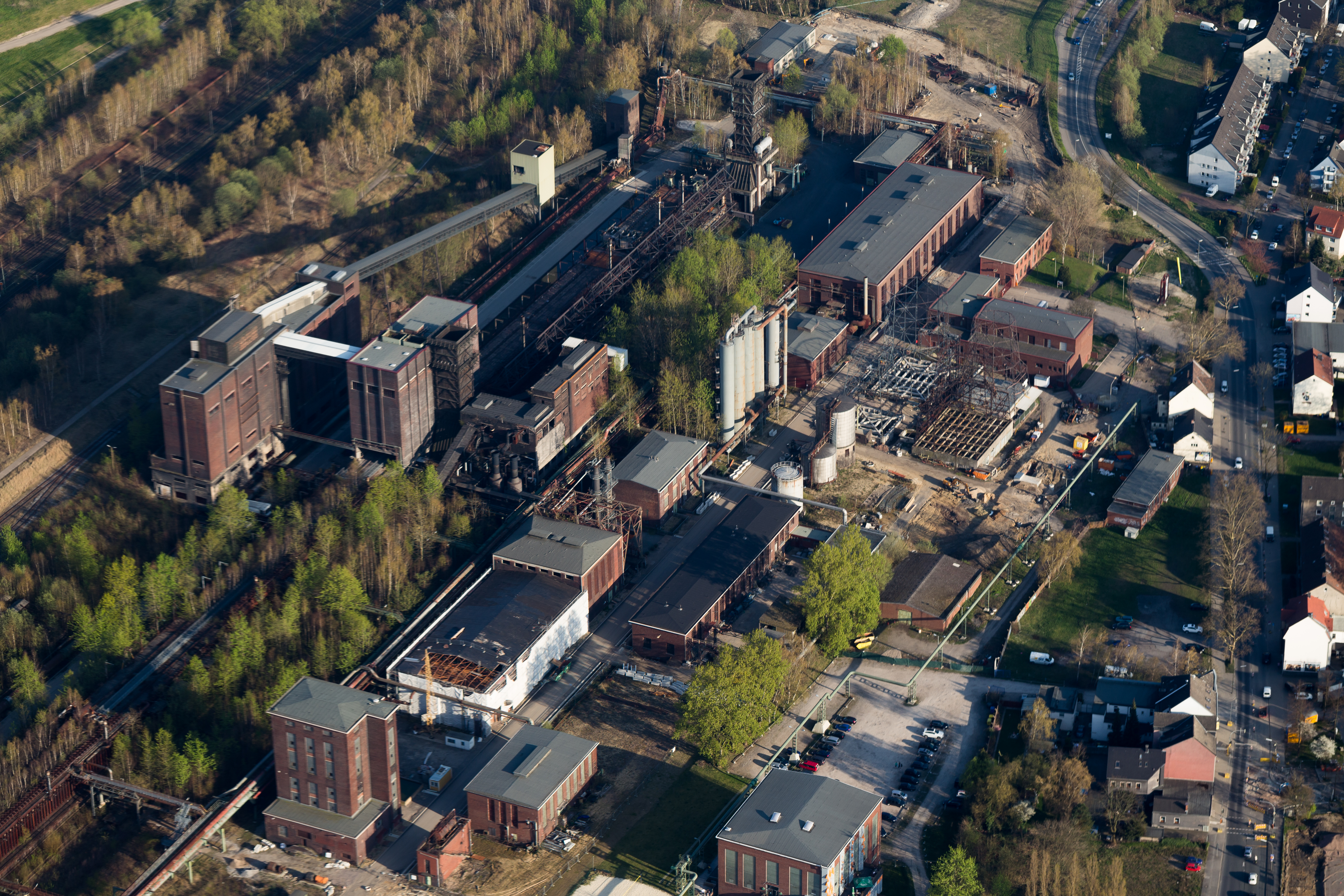
Luftbild Kokerei Hansa - Hauptstandort IGA 2027

### Kokerei Hansa
In Huckarde findet sich das Industriedenkmal Kokerei Hansa. Sie ist ein Architektur- und Industriedenkmal in Dortmund-Huckarde. Sie entstand in den Jahren 1927 bis 1928 als Großkokerei infolge von Rationalisierungsmaßnahmen und löste die abgewirtschafteten kleinen Kokereien der Zechen Hansa, Westhausen und Germania im Dortmunder Nordwesten ab. Hansa ist Ankerpunkt der Europäischen Route der Industriekultur. Im Zuge der IGA 2027 soll diese in den Zukunftsgarten Emscher nordwärts integriert werden, welcher von Dorstfeld bis Nette führen und neben Fuß- sowie Radwegen auch (touristisch) durch historische Straßenbahnen des Nahverkehrsmuseums Bahnhof Mooskamp über die Trasse der Hansabahn verbunden werden soll.
Es sind weiterhin noch einige Bauten der Zeche Hansa, unter anderem ein Förderturm und das heutige Kulturzentrum Alte Schmiede, vorhanden. Dort angesiedelt ist ebenfalls das BINARIUM. Deutsches Museum der digitalen Kultur, ein Museum mit einer großen Ausstellung von Videospielkonsolen.

## Bildung
Huckarde verfügt über drei Grundschulen und eine Gesamtschule:
- Urbanus Grundschule
- Hansa Grundschule
- Gilden Grundschule
- Gustav-Heinemann Gesamtschule

## Verkehr

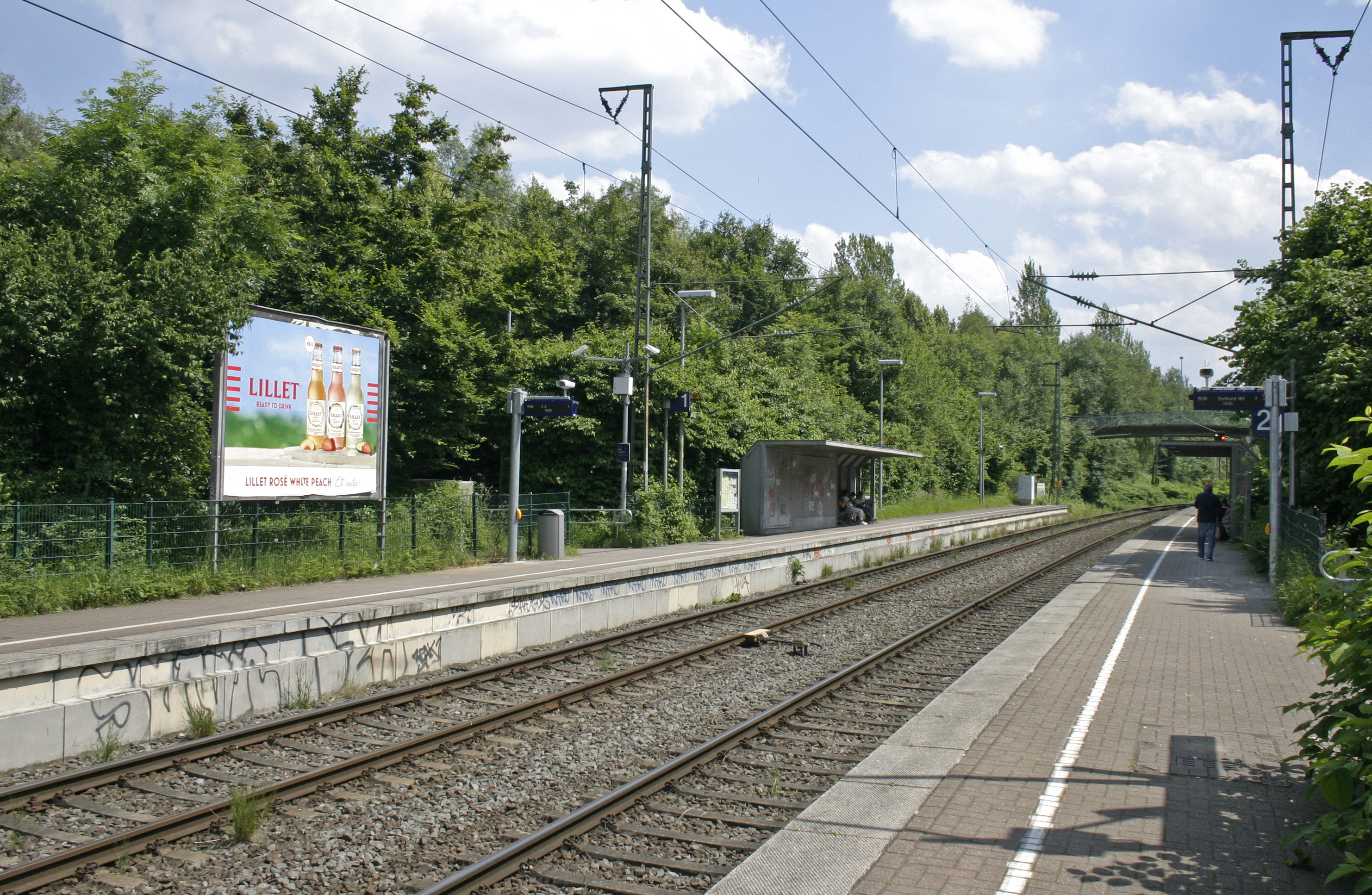
Haltepunkt Dortmund-Huckarde, 2024

Über den Bahnhof Dortmund-Huckarde Nord ist Huckarde durch die Linie RB43 (Emschertalbahn) im Regionalverkehr angebunden. Darüber hinaus erhielt Huckarde mit der Einführung der S-Bahn Rhein-Ruhr auch den Haltepunkt Dortmund-Huckarde im Westen des Stadtteils. Dieser wird von der Linie S2 bedient, welche im 30-Minuten-Takt von Dortmund Hbf über Herne alternierend nach Recklinghausen oder Gelsenkirchen–Essen verkehrt. Das Angebot wird in der Hauptverkehrszeit bis Dortmund-Mengede auf einen 15-Minuten-Rhythmus verdichtet. Die Stadtbahnlinie U47 führt über den Hafen und den Hauptbahnhof zum Osten der Stadt.
| Linie | Verlauf | Takt                         |
| ----- | --- | ---------------------------- |
| RB 43 | Emschertal-Bahn: Dorsten – Feldhausen – Gladbeck-Zweckel – Gladbeck Ost – Gelsenkirchen-Buer Süd – Gelsenkirchen Zoo – Wanne-Eickel Hbf – Herne – Herne-Börnig – Castrop-Rauxel Süd – Castrop-Rauxel-Merklinde – Dortmund-Bövinghausen – Dortmund-Lütgendortmund Nord – Dortmund-Marten – Dortmund-Rahm – Dortmund-Huckarde Nord – Dortmund Hbf Stand: Fahrplanwechsel Dezember 2021 | 60 min                       |
| S 2   | Hauptlinienweg: Dortmund Hbf – DO-Dorstfeld – DO-Wischlingen – DO-Huckarde – DO-Westerfilde – DO-Nette/Oestrich – DO-Mengede – Castrop-Rauxel Hbf – Herne – Linienast 1: Wanne-Eickel Hbf –Gelsenkirchen Hbf – GE-Rotthausen – E-Kray Nord – Essen Hbf Linienast 2: Recklinghausen Süd – Recklinghausen Hbf Stand: Fahrplanwechsel Dezember 2023                                     | 30 min 60 min (je Linienast) |

Über die Anschlussstelle Dortmund-Hafen der Bundesautobahn 45 ist Huckarde mit dem Bundesfernstraßennetz verbunden.